# Oorlogsmonument Witte de Withstraat
Het Oorlogsmonument aan de Witte de Withstraat is een gedenkteken in de Witte de Withstraat in Amsterdam-West.
De Witte de Withstraat is een straat uit circa 1911 die van zuid naar noord loopt. In het zuidelijk deel ter hoogte van huisnummer 78-80 is een steen in de gevel geplaatst ter herinnering aan drie oorlogsslachtoffers. 
Een plaatselijke verzetsgroep uit Langedijk had nabij Den Helder een Duits busje opgeblazen waarbij vijf personen om het leven kwamen, terwijl de verzetsgroep dacht dat ze een munitietransport had getroffen.
Als represaillemaatregel werden op 11 april 1945 acht personen in Zijpersluis gefusilleerd waaronder drie Amsterdammers, die eerder waren opgepakt vanwege verzetswerk: Jacob Miedema (1891-1945), Dirk Bons (1897-1945) en Antonie Pieter (Ton) Bons (1921-1945), De Tweede Wereldoorlog liep toen al op haar eind. Vader en zoon Brons woonden op Witte de Withstraat 82-1 hoog; Miedema had een drogisterij op huisnummer 80.
Het monumentje in de vorm van een soort grafsteen werd op 25 juni 1945 door Joke Bons (zelf koerier) met veel publiek onthuld; de pers schonk er weinig aandacht aan. Het draagt de tekst:
Deze steen werd
25 juni 1945 geplaatst
 ter nagedachtenis van 
 Jacob Miedema
 Dirk Bons
 Antonie Pieter Bons
 die in het voorjaar 1945 door
 de Duitse overweldigers
 werden gefusilleerd
 Zij vielen voor
 het vaderland
De drie werden begraven nabij Overveen. Jaarlijks vindt er op 4 mei in de Witte de Withstraat een bloemlegging plaats (gegevens 2024).